# Lucienne Molitor
Lucienne Molitor est une traductrice de romans en langue française. 
Elle est principalement connue pour la première traduction intégrale du roman Dracula de Bram Stoker, parue en 1963 aux éditions Marabout, rééditée à de nombreuses reprises et faisant encore référence en 2022, malgré des libertés prises avec le texte, aux côtés des traductions réalisées par Jacques Finné en 1979, Jacques Sirgent en 2010, et Alain Morvan en 2019.
Parmi ses traductions, on note quelques grands classiques de la littérature anglophone, tels David Copperfield de Charles Dickens, Les Voyages de Gulliver de Jonathan Swift, Les Aventures de Huckleberry Finn de Mark Twain et La Foire aux vanités de William Makepeace Thackeray, ainsi que deux romans de George Eliot,. Sa traduction des Aventures de Huckleberry Finn est critiquée par Christine Raguet comme étant une « traduction-adaptation », Judith Lavoie lui reprochant notamment le choix du vouvoiement entre Jim et Huck. Si sa traduction de Dracula est souvent louée, Michel Meurger lui reproche d'avoir « affadi ou omis » certaines allusions métaphoriques.

## Traductions
- George Eliot, Middlemarch, Paris, Gerard Et Cie, coll. « Marabout Géant n°13 », 1950, 659 p.[4]
- Robert Louis Stevenson, Le Vagabond des mers, Paris, Gerard Et Cie, coll. « Collection Marabout n°125 », 1954, 215 p.[4]
- William Makepeace Thackeray, La Foire aux vanités, Paris, Gerard Et Cie, coll. « Marabout Géant n°54 », 1956, 680 p.[4]
- George Eliot, Le moulin sur la Floss, Paris, Gerard Et Cie, coll. « Marabout Géant n°66 », 1957, 537 p.[4]
- Martha Albrand, Après le désespoir, Paris, Gerard Et Cie, coll. « Marabout Géant n°76 », 1958, 218 p.[4]
- Jonathan Swift, Les voyages de Gulliver dans diverses nations lointaines, Paris, Gerard Et Cie, coll. « Marabout Géant n°111 », 1961, 448 p.[4]
- Stephen Crane, Le Sceau du courage, Paris, Gerard Et Cie, coll. « Collection Marabout n°289 », 1961, 183 p.[4]
- Stephen Crane, Maggie, fille des rues (et six nouvelles), Paris, Gerard Et Cie, coll. « Collection Marabout n°305 », 1962, 188 p.[4]
- Charles Dickens, David Copperfield : tome 1, Paris, Gerard Et Cie, coll. « Marabout Géant n°135 », 1962, 544 p.[4]
- Charles Dickens, David Copperfield : tome 2, Paris, Gerard Et Cie, coll. « Marabout Géant n°136 », 1962, 536 p.[4]
- Mark Twain (trad. Paul Maury & Lucienne Molitor), Les Aventures de Tom Sawyer et Huckleberry Finn, Paris, Gerard Et Cie, coll. « Marabout Géant n°171 », 1963, 570 p.[4]
- Bram Stoker, Dracula, Paris, Gerard Et Cie, coll. « Marabout Géant n°182 », 1963, 570 p.[4]
- Harry Brown, Promenade au soleil, Paris, Gerard Et Cie, coll. « Marabout Géant n°211 », 1964, 193 p.
- Elizabeth Seifert, L'Étrange docteur, Paris, Gerard Et Cie, coll. « Marabout Géant n°226 », 1965, 279 p.[4]
- Nathaniel Hawthorne, La Lettre écarlate, Paris, Gerard Et Cie, coll. « Marabout Géant n°290 », 1968, 351 p.[4]
- Histoires d'Angleterre : Choix De Contes et Nouvelles, Liège, Editions Soledi, 274 p.